# Troitsko-Pechorsky (huyện)
Huyện Troitsko-Pechorsky (tiếng Nga: ? райо́н) là một huyện hành chính tự quản (raion), của Cộng hòa Komi, Nga. Huyện có diện tích 40708 kilômét vuông, dân số thời điểm ngày 1 tháng 1 năm 2000 là 20100 người. Trung tâm của huyện đóng ở Troitsko-Pechorsk.